# 葛巻郵便局
葛巻郵便局（くずまきゆうびんきょく）は岩手県岩手郡葛巻町にある郵便局である。民営化前の分類では集配特定郵便局であった。局番号は83025。

## 概要
住所：〒028-5499 岩手県岩手郡葛巻町葛巻13-7-2

## 沿革
- 1874年（明治7年）12月20日 - 葛巻郵便取扱所として開設[1]。
- 1875年（明治8年）1月1日 - 葛巻郵便局（五等）となる。
- 1885年（明治18年）10月1日 - 貯金取扱を開始。
- 1890年（明治23年）8月1日 - 為替取扱を開始。
- 1967年（昭和42年）12月10日 - 電話交換業務を沼宮内電報電話局に移管[2][3]。
- 1983年（昭和58年）3月28日 - 江刈郵便局より集配業務を移管。
- 1983年（昭和58年）11月 - 局舎新築。
- 2007年（平成19年）10月1日 - 民営化に伴い、併設された郵便事業盛岡支店葛巻集配センターに一部業務を移管。
- 2012年（平成24年）10月1日 - 日本郵便株式会社発足に伴い、郵便事業盛岡支店葛巻集配センターを葛巻郵便局に統合。

## 取扱内容
- 郵便、印紙、ゆうパック、内容証明
- 貯金、為替、振替、振込、国際送金、国債
- 生命保険、バイク自賠責保険
- ゆうちょ銀行ATM
- 岩手郡葛巻町内の一部（〒028-54xx）の集配業務[4]

## 周辺
- 葛巻町役場
- 葛巻町立葛巻小学校
- 葛巻保育園
- ジェイアールバス東北葛巻車庫・葛巻駅（まちの駅くずまき）
- 馬淵川

## アクセス
- JRバス東北 葛巻駅下車、徒歩約2分
- 国道281号沿い
- 駐車場あり：2台